# Valrico
Valrico ist ein census-designated place (CDP) im Hillsborough County im US-Bundesstaat Florida mit 37.895 Einwohnern (Stand: 2020).

## Geschichte
Vor dem Sezessionskrieg war das Gebiet als Long Pond bekannt und bestand aus mehreren Baumwollplantagen. Es wurde in den 1880er Jahren in Valrico umbenannt, was auf Spanisch "reiches Tal" bedeutet, als William G. Tousey, ein Philosophieprofessor vom Tufts College, Immobilien in der Gegend erwarb. Im Jahr 1890 kam ein Zustrom von Einwanderern nach dem Bau der Florida Central and Peninsular Railroad durch das Gebiet.
Als die Eisenbahn fertiggestellt war, begann Tousey, die Gemeinde mit Einzelhandelsgeschäften, Straßen und einer Bank aufzubauen. Im Jahr 1895 stoppte ein starker Frost diese Entwicklungen und die Bevölkerung begann zu schrumpfen. Trotzdem ging die Stadt weiter und ein Schulhaus wurde 1896 fertiggestellt. Die Bevölkerung ging weiter zurück, von 100 Menschen im Jahr 1893 auf nur 50 im Jahr 1911.
Dieser Rückschlag hielt die örtlichen Landbesitzer nicht davon ab, die Entwicklung der Stadt voranzutreiben. Von 1910 bis 1914 starteten der Richter Hamner, Gouverneur Van Sant, D. Humbird, W. H., S. C. Phipps und W. F. Miller ein Verbesserungsprojekt entlang der Hopewell Road, das später als SR 60 bezeichnet wurde. W.F. Miller, der als Präsident der Valrico Improvement Association fungierte, sammelte 3.500 US-Dollar, um das Valrico Civic Center zu errichten, das heute als James McCabe Theatre bekannt ist. Der erste Gemischtwarenladen der Gegend wurde 1912 von Lovett Brandon eröffnet.
Valrico erlitt während des Börsencrashs von 1929 erneut einen schweren Schlag, bei dem fast jedes Unternehmen in der Stadt geschlossen wurde. Erst Mitte der 1950er Jahre begann die Stadt wieder zu wachsen, hauptsächlich aufgrund der Verbindung der SR 60 mit dem Adamo Drive in Tampa, wodurch Valrico direkt an einer wichtigen Durchgangsstraße in Florida lag.

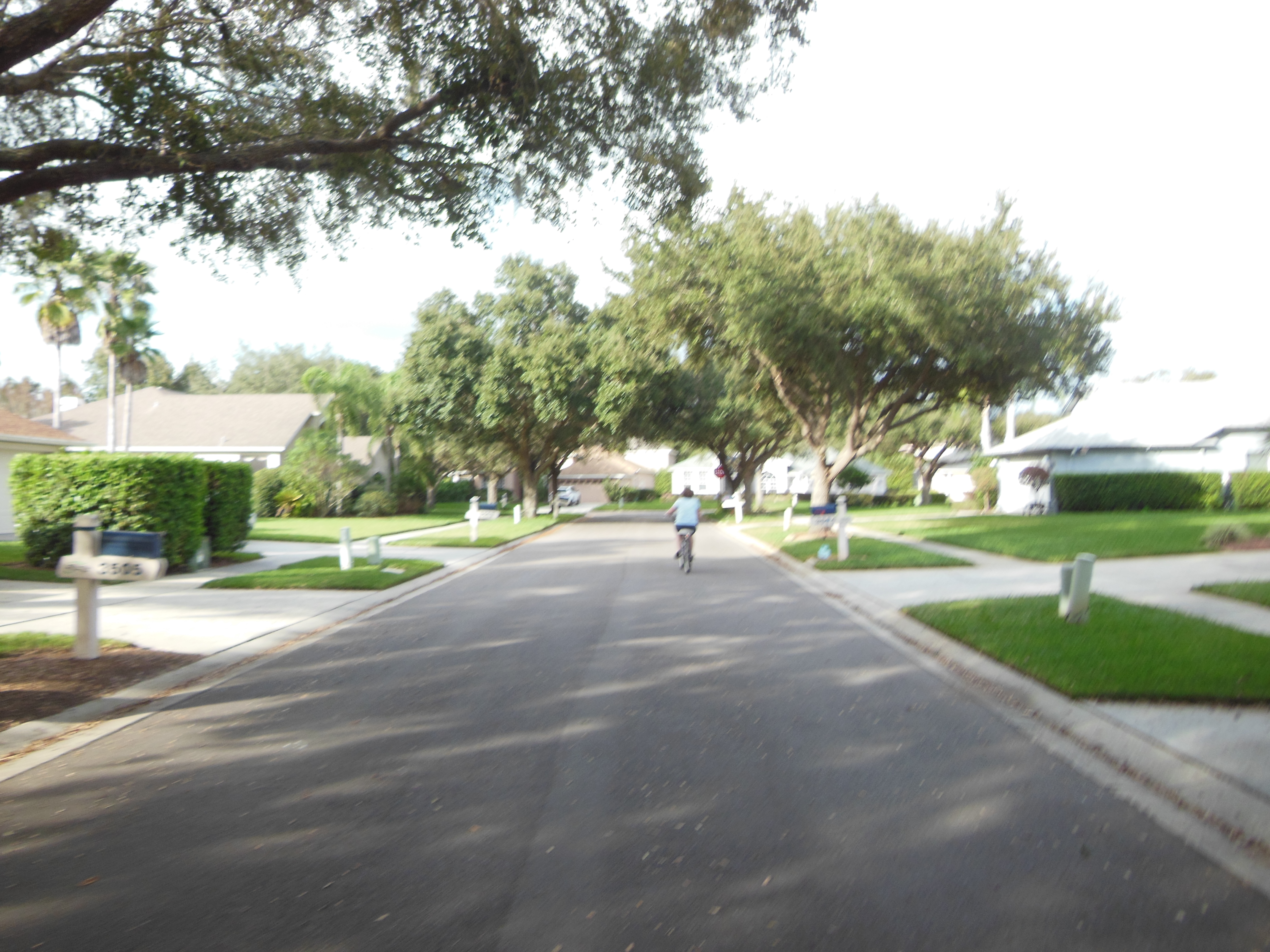
Radfahrer in Valrico

## Geographie
Valrico liegt rund 20 km östlich von Tampa. Der CDP wird von der Florida State Road 60 durchquert.

## Demographische Daten
Laut der Volkszählung 2010 verteilten sich die damaligen 35.545 Einwohner auf 13.487 Haushalte. Die Bevölkerungsdichte lag bei 2369,7 Einw./km². 81,4 % der Bevölkerung bezeichneten sich als Weiße, 8,7 % als Afroamerikaner, 0,3 % als Indianer und 3,9 % als Asian Americans. 2,9 % gaben die Angehörigkeit zu einer anderen Ethnie und 2,8 % zu mehreren Ethnien an. 16,3 % der Bevölkerung bestand aus Hispanics oder Latinos.
Im Jahr 2010 lebten in 39,4 % aller Haushalte Kinder unter 18 Jahren sowie 25,2 % aller Haushalte Personen mit mindestens 65 Jahren. 78,7 % der Haushalte waren Familienhaushalte (bestehend aus verheirateten Paaren mit oder ohne Nachkommen bzw. einem Elternteil mit Nachkomme). Die durchschnittliche Größe eines Haushalts lag bei 2,80 Personen und die durchschnittliche Familiengröße bei 3,15 Personen.
28,6 % der Bevölkerung waren jünger als 20 Jahre, 21,0 % waren 20 bis 39 Jahre alt, 31,4 % waren 40 bis 59 Jahre alt und 18,9 % waren mindestens 60 Jahre alt. Das mittlere Alter betrug 40 Jahre. 48,4 % der Bevölkerung waren männlich und 51,6 % weiblich.
Das durchschnittliche Jahreseinkommen lag bei 74.809 $, dabei lebten 6,7 % der Bevölkerung unter der Armutsgrenze.
Im Jahr 2000 war Englisch die Muttersprache von 90,17 % der Bevölkerung und spanisch sprachen 9,83 %.